# ビブティブション・ボンドパッダエ
ビブティブション・ボンドパッダエ（ベンガル語: বিভূতিভূষণ বন্দ্যোপাধ্যায় IPA: [bibʱutibʱuʃɔn bɔndjɔpadːʱæ]、1894年9月12日 - 1950年11月1日）は、インドの小説家。ベンガル語で創作し、ベンガル文学の著名な小説家である。

## 生涯
バシラート (Basirhat) に近いバラクプール村の出身。カルカッタ近郊のジャンギパラ市で教師をつとめ、とある少年の詩人との出会いをきっかけに、同人誌による創作を始める。最初の短編小説の評判がよく、カルカッタの文芸誌にも掲載され、作家としての活動を続ける。ビハール州の森林管理で働いていた時に、故郷のバラクプール村の体験をもとにした自伝的小説を着想する。これが最初の長編小説『大地のうた』 (Pather Panchali (novel)) （ 直訳すれば「道のうた」「道の物語」）として完成し、1929年に単行本が出版された。
教職などのかたわらで創作を続け、長編小説14冊、短編小説集20冊、その他に紀行文、エッセイ、児童文学などを発表した。そのうち数作が、サタジット・レイによって映画化され、特に『大地のうた』 (Pather Panchali) は世界的に知られるようになった。また、ビハールの森林での体験をもとにした長編小説『森林にて』 (Aranyak) はインドの各地方語にも翻訳され、高く評価されている。同時代に活動したタラションコル・ボンドパッダエやマニク・ボンドパッダエ (Manik Bandopadhyay) とともに「三人のボンドパッダエ」と呼ばれる。

## 主な著作
- Pather Panchali (ベンガル語: পথের পাঁচালি)  日本語訳『大地のうた』　林良久訳、新宿書房、2008年。
- Aparajito (ベンガル語: অপরাজিত /ɔpɔɾaɟitɔ/) (Unvanquished;『大地のうた』の続編)  『オポラジト』- 題名は文字通りには〈不屈の〉を意味する[1]。サタジット・レイにより1956年に映画化された。
- Aranyak (ベンガル語: আরণ্যক /aɾonːok/ アロンノク) 『森林にて』- 題名は文字通りには〈森林育ちの、森林に関する〉といった意味などを持つ[1]。
- Adarsha Hindu Hotel (ベンガル語: আদর্শ হিন্দু হোটেল)〈模範ヒンドゥーホテル〉
- Ichhamati (Rabindra Purashkar 1950-51) (ベンガル語: ইছামতি)
- Dristi Pradeep (ベンガル語: দৃষ্টিপ্রদীপ)
- Chander Pahar (ベンガル語: চাঁদের পাহাড়)〈月の丘〉
- Heera Manik Jale (ベンガル語: হীরা মানিক জ্বলে)
- Debjan (ベンガル語: দেবযান)
- Bipiner Sangsar (ベンガル語: বিপিনের সংসার)〈ビピンの世帯〉
- Anubartan (ベンガル語: অনুবর্তন)〈倣うこと〉
- Ashani Sanket (ベンガル語: অশনি সংকেত) - 文字通りの意味は〈雷の兆し〉。サタジット・レイにより1973年、「遠い雷鳴」として映画化された。
- Kedar Raja (ベンガル語: কেদার রাজা)〈畑王〉
- Dampati (ベンガル語: দম্পতি)〈夫婦〉
- Sundarbane Sat Batsar
- Dui Bari (ベンガル語: দুই বাড়ি)〈二つの家〉
- Kajol--Sequel of Aparajito
- Maroner Danka Baje
- Mismider Kabach
- Kosi Pranganeyer Chitthi
- Aam Aatir Bhenpu (ベンガル語: আম আঁটির ভেঁপু)